# Andrew Marvell

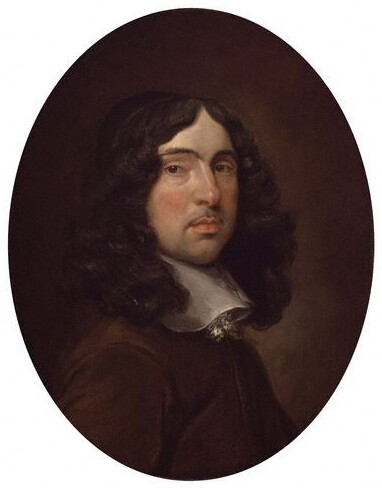
Andrew Marvell.

Andrew Marvell, född 31 mars 1621 i Winestead, död 16 augusti 1678 i London, var en brittisk poet. En av hans mest kända dikter är "To His Coy Mistress", publicerad postumt år 1681.